# Göttin von Eleusis
Die polnische Freimaurerloge Göttin von Eleusis  (auch: Göttin von Eleusis na wschodzie Warszawy) wurde 1780 von der Loge Katharina unter dem Nordstern mit Zustimmung der Großloge Royal York in Warschau, Polen-Litauen gegründet.
Die Loge trat später dem Grand Orient du Royaume de Pologne et du Grand Duché de Lithuanie bei. Sie war deutschsprachig. 1809 wurde sie im Herzogtum Warschau wiedergegründet. 1816 gründete sie die Loge Astrea. 1821 wurde sie wie alle Freimaurerlogen in Kongresspolen vom Zaren aufgelöst.